# IC 4837
IC 4837 — галактика типу SBc/P () у сузір'ї Телескоп.
Цей об'єкт міститься в оригінальній редакції індексного каталогу.